# Sacrum consistorium
Sacrum consistorium (łac. sacrum 'święte', con 'razem' i sistere 'zatrzymać, stanąć') – rada cesarska we wczesnym okresie istnienia Cesarstwa Bizantyńskiego.

## Historia
Sacrum consistorium powstała z dawniejszego consilium principis i stanowiła bezpośredni organ doradczy cesarza, ścisłą radę w stosunku do senatu Cesarstwa. Ukształtowana za Dioklecjana w 2. poł. III wieku. Jej członkowie, comites consistorii wywodzili się z najwyższych urzędników administracji centralnej. Początkowo najważniejszymi członkami rady byli prefekci pretorium, z czasem usunięci z jej składu. Czasami na obrady consistorium zapraszano również senatorów, którzy nie należeli do rady.
Swoją nazwę rada otrzymała stąd, że jej członkowie musieli stać (consistere) w obecności cesarza. Dla rozwoju stosunków między cesarzem a radą bardzo charakterystyczna jest nazwa jej posiedzeń: silentium (łac. milczenie, spokój). Jeżeli w posiedzeniach brali udział senatorowie, nazwa brzmiała silentium et conventus. Pod tą nazwą, silention (σιλέντιον), rada istniała następnie jako właściwa rada władcy. Nie tworzyła już jednak stałego organu, lecz była zwoływana doraźnie dla rozstrzygnięcia ważniejszych spraw politycznych i kościelnych.